# Roy Ellis
Roy Ellis   (1946) és un cantant de ska i reggae jamaicà. És considerat un gran artista en directe sovint comparat amb James Brown i Barry White. Des de 1980 ha viscut a Suïssa, on va obtenir la nacionalitat el 1988.

## Biografia
Roy Ellis és fill de mare jamaicana i pare estatunidenc. A l'edat de 10 anys ja destacava com a cantant al Children Gospel Choir de la l'església baptista de Kingston. En els seus dies d'escola va entaular una forta amistat amb Jimmy Cliff i Bob Marley estava dins del seu cercle d'amistats.
A la dècada del 1960, Ellis es va fer un lloc en el panorama internacional amb la seva poderosa veu, i va ser el cantant de Symarip. El grup va gravar un dels discos més venuts en la història del reggae titulat Skinhead Moonstomp (més de 7.000.000 de còpies venudes).
El 1966 va ser descobert pel «Padrí de l'ska», Laurel Aitken, amb qui va escriure 2 cançons, «Jesse James rides again» i «Because I love you». El 1968 va arribar a les llistes d'èxit amb els temes «Train tour to rainbow city» i «All change on the Bakerloo Line», ambdós escrits per Eddie Grant, i «Mexiko moonlight» i «Moonstamp», escrites per Roy Ellis i Monty Neysmith. El 1970 va participar en el documental Regge gravat al Wembley Stadium interpretant el seu estil ska i reggae amb el seu particular toc gòspel.
Roy Ellis va participar amb les seves composicions a «See you later», i «To father», a la pel·lícula A war december protagonitzada per l'actor Sidney Poitier. La dècada del 1990 va significar per a Roy Ellis la consolidació dins de la música a Suïssa essent habituals les seves aparicions a la televisió i la col·laboració amb artistes internacionals com Celine Dion, Tina Turner o Phil Collins. Després de dues dècades d'èxits amb la seva carrera de gòspel i soul a Suïssa, Ellis va tornar a l'escena reggae amb The Skinheads Dem A Come.

## Discografia

### Amb Symarip
- 1969: The Pyramids
- 1969: Skinhead Moonstomp

### En soliatari
- 1993: Different Faces
- 1994: It Is No Secret
- 1996: Good News
- 1993: You Got To Move
- 2008: The Skinheads Dem A Come
- 2024: Roy Ellis And Friends